# Muidertrekvaart

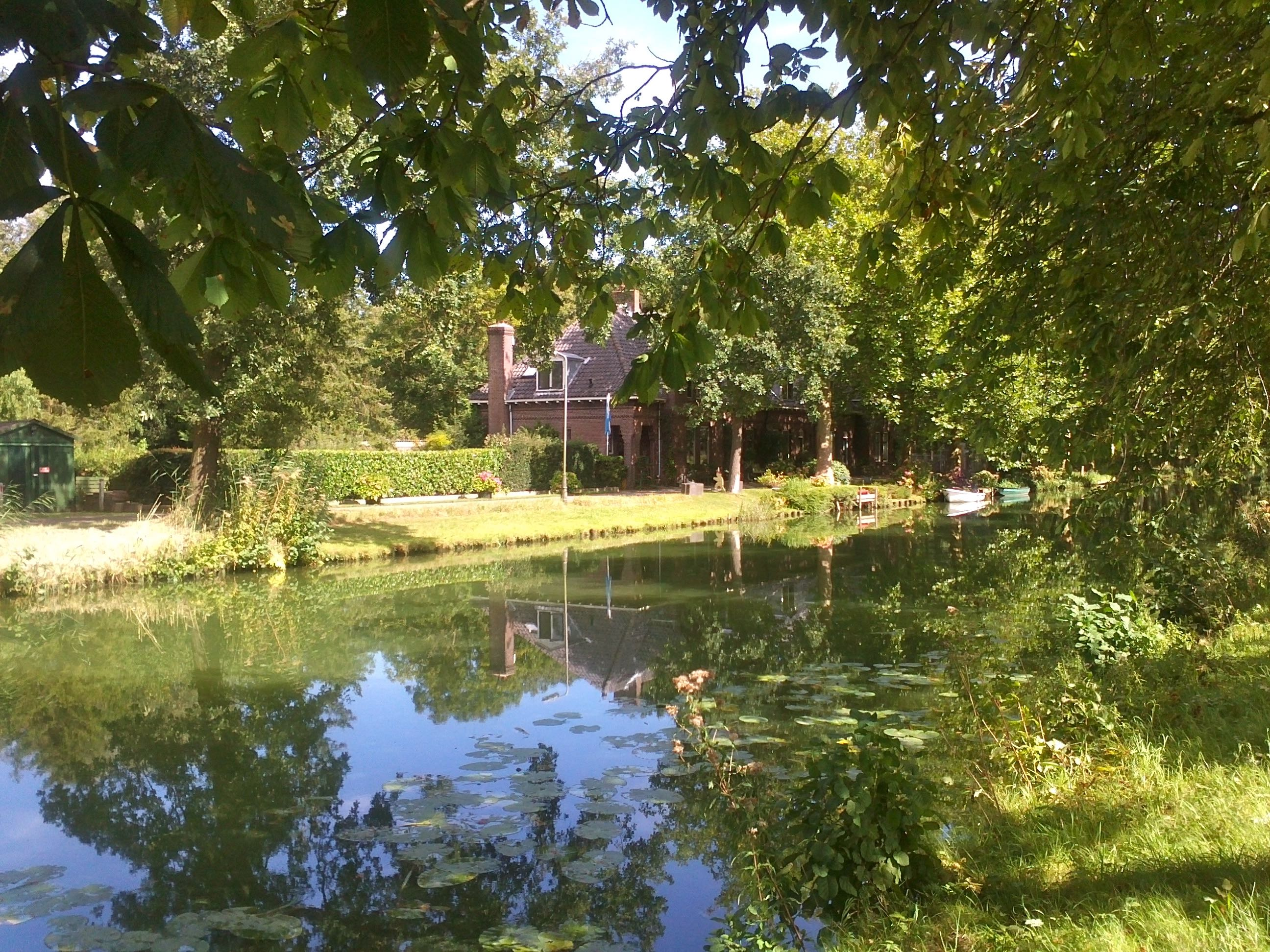
De Muidertrekvaart ter hoogte van de voormalige kruitfabriek in Muiden.

De Muidertrekvaart is een trekvaart in de gemeente Gooise Meren, aangelegd in de periode 1638-1640.
De Muidertrekvaart loopt tegenwoordig van het Amsterdam-Rijnkanaal naast de Muiderbrug bij Diemen, naar Muiden. In Muiden is er aansluiting op de Vecht en (via de vestinggracht) op de Naardertrekvaart richting Naarden. Oorspronkelijk begon de Muidertrekvaart bij de Diemerbrug in het centrum van Diemen, waar deze zich afsplitste van de Weespertrekvaart. Hij liep van daaruit langs het huidige tracé van de Muiderstraatweg met de Vinkenbrug naar de Muiderbrug. Dit gedeelte werd vanaf 1938 gedempt om plaats te maken voor de verbreding van Rijksweg 1. 
De trekvaart is onder beheer van het Hoogheemraadschap Amstel, Gooi en Vecht.